# Ficus dzumacensis
Ficus dzumacensis är en mullbärsväxtart som beskrevs av Guillaum.. Ficus dzumacensis ingår i släktet fikonsläktet, och familjen mullbärsväxter. Inga underarter finns listade i Catalogue of Life.